# Abadiano
Abadiano (oficialmente en euskera: Abadiño) es un municipio de la provincia de Vizcaya en el País Vasco (España), situado en la comarca del Duranguesado, con una extensión de 36,26 km². Tiene una población de 7708 habitantes según el censo del año 2022 y una densidad poblacional de 207,45 hab./km². Abadiño es una anteiglesia.

## Toponimia
Abadiano pertenece a la serie de topónimos vascos terminados en el sufijo -ano. Filólogos como Julio Caro Baroja o L. M. Mujika establecieron la hipótesis de trabajo de que tanto este sufijo, como el sufijo -ain, muy frecuentes en la toponimia vasco-navarra, eran fruto de la evolución del sufijo latino -anum en tierras vascas.
En muchas regiones del antiguo Imperio romano, el sufijo acusativo -anum unido a un nombre personal formaba el nombre de las posesiones rústicas denominadas fundi. Este nombre solía ser el del propietario original del fundus, ya que luego si cambiaba de poseedor el nombre del fundus solía mantenerese invariable. Siguiendo esta hipótesis las poblaciones vascas con sufijo -ain o -ano remontarían su origen a asentamientos rurales de la Época Romana o de la Antigüedad Tardía y Edad Media, que hubiesen mantenido pautas de nombrar las propiedades heredadas de la época romana.
Caro Baroja analizó los topónimos vascos acabados en -ano tratando de establecer el nombre propio que se escondería detrás de cada uno de ellos. En el caso de Abadiano, sostenía que se encontraba el nombre propio Abatius.
La evolución del topónimo habría sido Abatianum→Abatiano→Abadiano→Abadiño.
Frente a esta hipótesis está la que relaciona el nombre de la localidad con la palabra abad (abade en euskera) o abadía. No en vano las primeras menciones escritas de Abadiano, datadas en el siglo XI hacen siempre referencia a los abades de Abadiano
y por ello los orígenes de la localidad podrían estar relacionados con una abadía o monasterio situada en el lugar. A la hora de nombrar el lugar quizás se hubiera seguido la pauta de denominación a la que hacía referencia Caro Baroja.
Abadiano quedó fijado en la Edad Media como forma escrita del nombre, sin embargo en euskera el nombre siguió evolucionando oralmente y dio lugar a Abadiño, que es como actualmente se denomina a la población en este idioma. En español se mantiene la forma más antigua Abadiano, como nombre formal de la localidad.
En 1983, el ayuntamiento decidió cambiar la denominación oficial del municipio de Abadiano a Abadiño, adoptando el nombre vasco de la localidad.

## Símbolos
Bandera

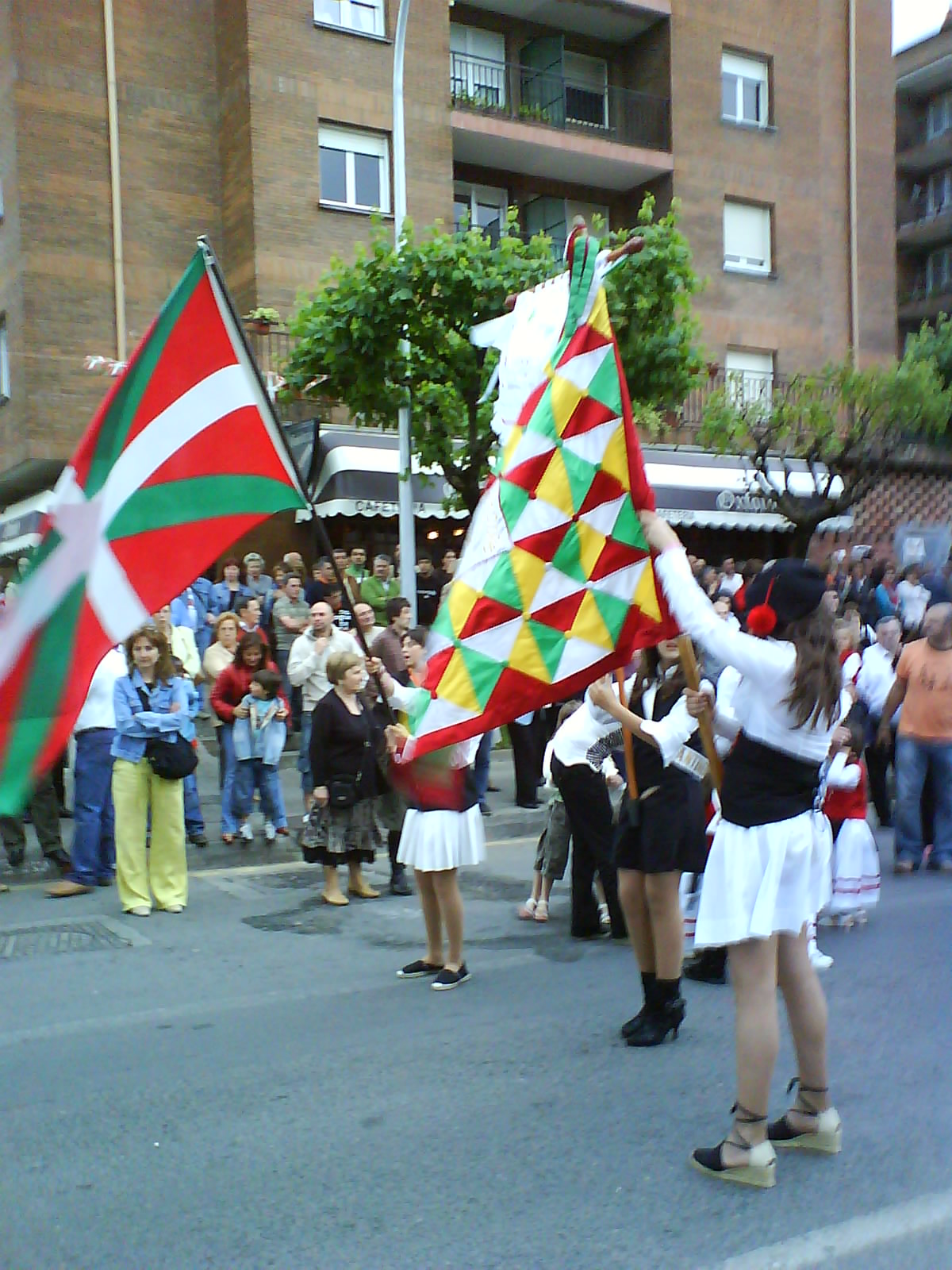
Uso de la bandera de Abadiano en un acto festivo

La actual bandera de Abadiano está basada en una anterior que data de 1896 y que desapareció en 1975. Se realizó en 1977 partiendo de una copia existente en el palacio Galíndez.
La bandera se compone de cuadrados conformados por cuatro triángulos de colores; blanco el triángulo de la izquierda, amarillo el superior, verde el inferior y rojo el de la derecha. En el centro hay un cuadrado blanco con la inscripción Abadiño 1977 urtea (Abadiano año 1977), en la de 1896 el centro estaba ocupado por un círculo blanco adornado con motivos vegetales en donde figuraba la inscripción Noble anteiglesia de Abadiano año 1896.
Escudo
El escudo de Abadiano está dividido en tres cuarteles; en el primero de ellos figuran las aras de Urkiola, sobre campo de plata la cruz de San Antonio en azul, bajo ella, una olla en negro y una concha de vieira como nuestra de los peregrinos de Santiago; en el segundo cuartel en campo azul un árbol verde al que cruza un lobo en negro, rodeando el conjunto 11 lanzas significando los 11 asientos de las juntas de Guerendiaga; el tercer cuartel sobre fondo azul y en plata figura el puente la iglesia de San Torcuato y la casa consistorial, de fondo montes en verde.

## Geografía
Abadiano se encuentra en el borde sureste de la provincia de Vizcaya. Sus coordenadas geográficas son 43°9′9″N 2°36′27″O / 43.15250, -2.60750. Está integrado en la comarca del Duranguesado, se sitúa a 38 kilómetros de Bilbao. El término municipal está atravesado por la Autopista del Cantábrico (AP-8) y por la carretera nacional N-634 entre los pK 78 y 80, además de por la carreteras N-636, que conecta Durango con Elorrio y la AP-1, BI-263, que une Durango con Ochandiano, BI-633, que une Durango con Ondárroa, y BI-3341, que se dirige hacia Garay.
| Noroeste: Yurreta                | Norte: Garay                        | Nordeste: Bérriz          |
| Oeste: Durango, Izurza y Mañaria |                                     | Este: Elorrio             |
| Suroeste: Dima                   | Sur: Ochandiano y Aramayona (Álava) | Sureste: Valle de Achondo |

El municipio de la anteiglesia de Abadiano se halla en el centro-sur de la comarca del Duranguesado por lo que ocupa una parte del valle del río Ibaizábal, justo la zona donde se recibe al Zaldu procedente de Zaldívar, y el área de Urquiola con su vertiente mediterránea y las grandes masas calizas que conforman los montes del Duranguesado. El parque natural de Urkiola se extiende por una buena parte del territorio municipal de Abadiño en el lado sur del municipio, mientras que por la parte norte del municipio sube suavemente por la ladera del Oiz. Las elevaciones más importantes son Alluitz (1034 metros) y Urkiolagirre (1008 metros). La carretera BI-263 cruza el puerto de Urkiola (715 metros). La altitud oscila entre los 1034 metros (Alluitz) al sureste y los 110 metros a orillas del Ibaizábal. El pueblo se alza a 144 metros sobre el nivel del mar. 

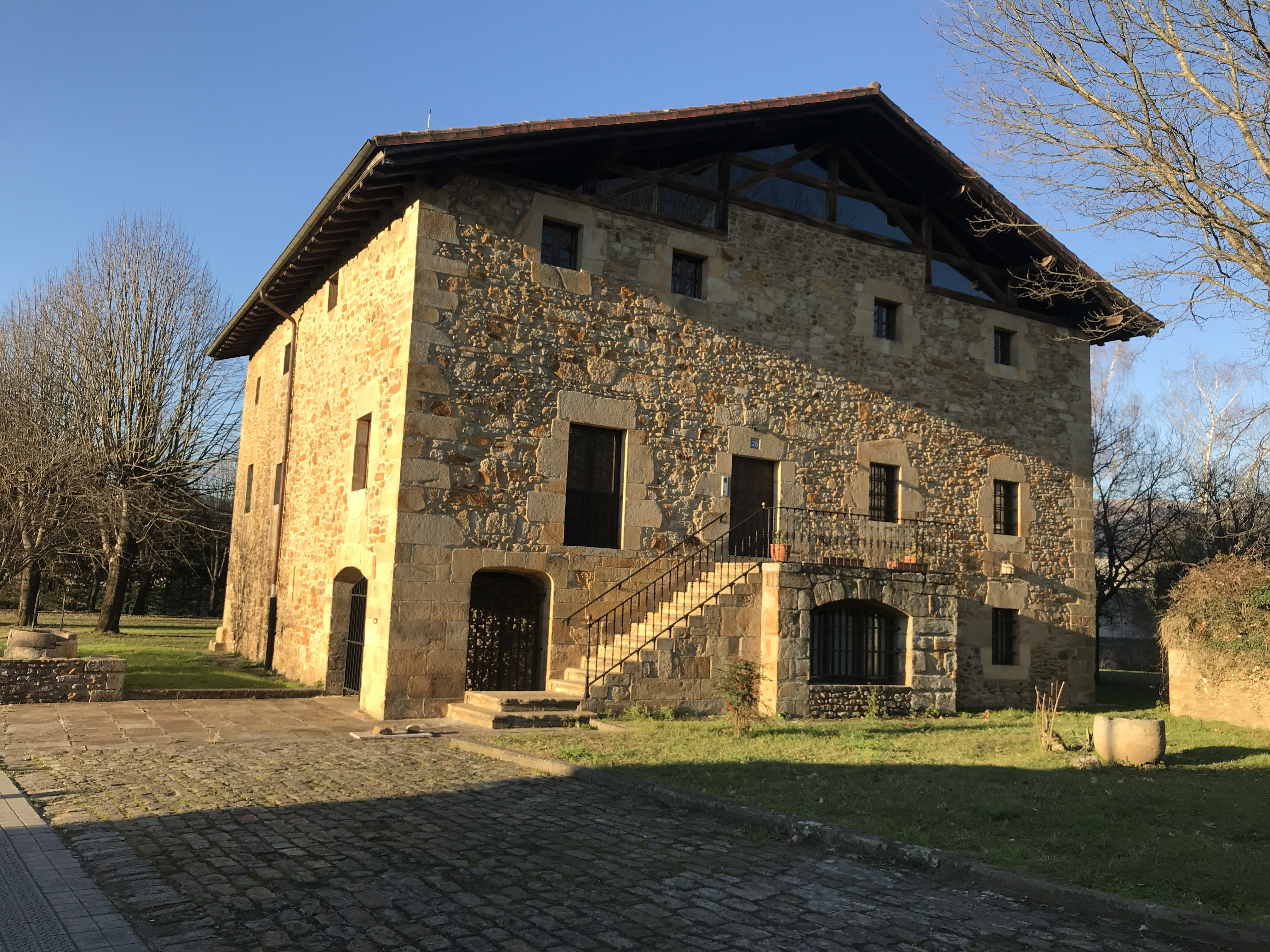
Casa de Juntas de Astola

### Hidrografía
El municipio de Abadiano participa de dos cuencas hidrográficas, la cantábrica y la mediterránea. El principal río de la cuenca cantábrica es el Ibaizábal, procedente del puerto de Campázar, y se une en el barrio abadiñotarra de Traña-Matiena con el Zaldu, procedente del puerto de Areitio en Zaldívar. Este río, junto con el Nervión, forma la ría de Bilbao.
En la vertiente sur, la mediterránea, el río principal es el Urquiola y forma, ya en Álava el embalse de Santa Engracia.

## Historia
Las noticias de la fundación del municipio se pierden en el tiempo. La figura de la anteiglesia ya nos deja entrever que Abadiano viene siendo habitado desde tiempo inmemorial, entroncándose con la Tierra Llana de Vizcaya. En su suelo se han encontrado restos prehistóricos de importancia en varios yacimientos como los de las cuevas de Bolinkoba (yacimiento solutrense), Oialkoba (Edad de Bronce), Astakoba y Albiztei que dan testimonio de la ocupación humana en tiempos prehistóricos.
La historia del municipio está unida a la de la Merindad de Durango, ya que la anteiglesia de Abadiano tenía asiento en sus juntas, con el número 1, y estas se reunían en sus terrenos, en la campa (o plaza) juradera de la ermita de San Salvador y San Clemente. También en sus terrenos mandó la reina Juana I de Castilla, llamada Juana la Loca, que se construyera la casa auditorio cuando la Merindad tuvo problemas de propiedad de las instalaciones que venía usando con la Villa de Durango y finalmente se compró y reconstruyó la casa Auditorio de Astola. En esas juntas, Abadiano tenía el asiento y voto número 1. La anteiglesia estaba dividida en siete cofradías.

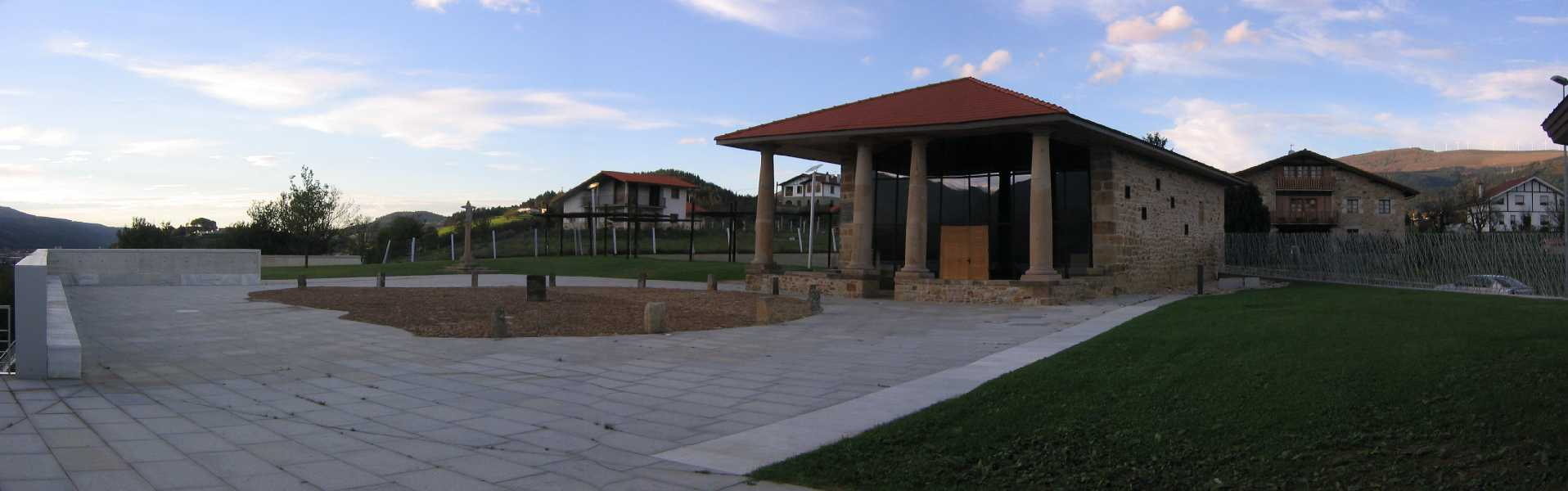
Campa Foral de Guerediaga (Gerediaga en euskera) en su estado actual (2005)

Las primeras noticias de la anteiglesia datan de 1172 y hacen referencia a la familia de Muntsaratz, dueña de la torre que lleva su nombre. Esos documentos tratan de la boda de la infanta navarra Urraca con el señor de Muntsaratz Pedro Ruiz.
La participación de los señores de la anteiglesia, por el bando oñacino, en las guerras de banderías marcaron el medievo con la proliferación las casas-torres y fortalezas, algunas célebres, como la de Muntsaratz (torre-palacio), cuyo dueño, Pedro Ruiz, contrajo matrimonio en 1212 con la Infanta de Navarra doña Urraca, con descendientes tan ilustres como el primer obispo de México, Juan de Zumárraga y de Muntsaratz (hacia el siglo XVI). Abadiño fue solar de Íñigo de Abadiño y Perucho de Abadiño, alcaide de alcázar de Isabel la Católica en Madrid.
Dentro de la tradicional economía rural en el siglo XVI se produjo un auge de la industria del hierro con el desarrollo de numerosas ferrerías como las de Astola, Leberio (todavía quedan ruinas), Murueta o Traña que han estado trabajando hasta el comienzo del siglo XX y algunas de ellas, convertidas ya en centrales hidroeléctricas, llegaron hasta mediados del mismo.
En el siglo XIX fue escenario múltiple de las guerras carlistas. En el caserío cercano a la ermita de San Antolín se reunieron los generales Rafael Maroto y Espartero el 26 de agosto de 1839 para el acuerdo previo al abrazo de Vergara que puso fin a la primera guerra carlista.
En la segunda guerra carlista, la última batalla en Vizcaya se libró el 15 de noviembre de 1879[cita requerida] en estas tierras.
El 5 de febrero de 1876 se enfrentaron carlistas y liberales en la llamada Acción de Abadiano que fue última acción de importancia registrada en Vizcaya cuando ya la tercera guerra carlista tocaba a su fin. Fueron derrotados los batallones carlistas de Fulgencio de Carasa, Francisco de Borja Cavero y Álvarez de Toledo y Francisco Sáenz de Ugarte por las divisiones liberales mandadas por José María de Loma Argüelles, Zacarías González Goyeneche, Manuel Álvarez Maldonado y Baldomero Villegas. La retirada se efectuó por el Alto de Elgueta con dirección a Zumárraga.
Durante la guerra civil el frente estuvo detenido durante el invierno de 1936 en los montes de Urkiola donde se desarrollaron cruentas batallas como las ocurridas en Saibigain.
A mediados de la década de los años 60 del siglo XX comienzan a instalarse en el entorno del barrio de Traña-Matiena fábricas y talleres procedentes de la ciudad guipuzcoana de Éibar que escaparon del angosto valle del río Ego para establecerse en las más anchas tierras del Duranguesado. Así en 1965 se instala "Inyectametal" industria dedicada a la construcción piezas, mediante inyección de metales ligeros como aluminio o zamak. Pronto le seguirían otras como Carbureibar o la GAC completando un amplio tejido industrial que daría sustento al crecimiento urbano de ese barrio convirtiéndolo en el núcleo principal del municipio. El crecimiento de Matiena y su desarrollo así como el origen de los nuevos habitantes que se establecen crean una idiosincrasia propia que contrasta con el barrio de Celayeta, capital política y religiosa del municipio, que mantiene su carácter rural. En la década de los años 70 de ese mismo siglo se desarrolla en el entorno de la torre de Muntsaratz un nuevo asentamiento residencial que se impulsa desde el ayuntamiento a comienzos del siglo XXI y tiende su unificación urbana con el núcleo de Celayeta.

## Demografía
Abadiano cuenta con una población de 7742 habitantes (INE 2024).
| Gráfica de evolución demográfica de Abadiano entre 1842 y 2021 |
| |
| Población de derecho según los censos de población del INE Población de hecho según los censos de población del INEEn estos censos se denominaba Abadiano: 1842, 1857, 1860, 1877, 1887, 1897, 1900, 1910, 1920, 1930, 1940, 1950, 1960, 1970, 1981 y 1991 |

La población se distribuye en tres núcleos urbanos, Traña-Matiena con 3735 habitantes, Zelaieta con 1549 habitantes y Muntsaratz con 1614 habitantes, aunque estos dos últimos, debido a su proximidad, pueden considerarse como una unidad urbana. Diseminada por los barrios rurales hay una población de 760 habitantes, según el censo del año 2020.

### Población por núcleos
Desglose de población según el Padrón Continuo por Unidad Poblacional del INE.
| Núcleos          | Habitantes (2020) | Varones | Mujeres | Entidades menores                       |
| ---------------- | ----------------- | ------- | ------- | --------------------------------------- |
| Abadiño-Zelaieta | 1549              | 790     | 759     |                                         |
| Gaztelua         | 106               | 50      | 56      |                                         |
| Guerediaga       | 146               | 76      | 70      |                                         |
| Traña-Matiena    | 4049              | 2018    | 2031    | Traña-Matiena, Astola, Lebario, Murueta |
| Mendiola         | 150               | 78      | 72      | Mendiola, Sagasta                       |
| Muntsaratz       | 1614              | 832     | 782     | Muntsaratz, Irazola                     |
| Urkiola          | 194               | 96      | 98      | Urkiola, Amaitermin                     |

### Escenas tradicionales
En el municipio hay pequeños núcleos urbanos conformados en torno a conjuntos de caseríos que, históricamente, junto al núcleo urbano de Zelaieta, configuraban la estructura política del municipio. 
Escena Urbana de Zelaieta
Zelaieta es el corazón histórico y tradicional del municipio, en él se en cuenta la casa consistorial, la iglesia parroquial y el cementerio municipal. También concentra las construcciones civiles más relevantes, a excepción de la casa torre de Muntsaratz. El entramado urbano de Zelaieta se conforma con edificaciones de dos o tres alturas realizadas en sillarejo y mampostería, muchas veces revocadas en colores claros o dejando la piedra a la vista. Es común el uso de mampostería con remates en vanos y esquinas de sillería de arenisca con cubiertas de teja curva y grandes aleros de madera y carpinterías de madera rematadas con forja. El ordenamiento urbano es irregular con calles y plazas que favorecen el espacio público heterogéneo.
Escena Urbana de Astola
A escasos metros del núcleo urbano de Matiena a la orilla izquierda del río Atsarte o Astola, se encuentra el pequeño núcleo de Astola que se conforma en torno a la casa de Juntas Astolazubiaur y la ermita de San Vicente. Junto a ellos se asentaron varios caseríos, que con el paso del tiempo dieron paso a diversos asentamientos industriales que acabaron en formar un polígono industrial y a la ubicación del campo de fútbol del municipio que fue el germen del área deportiva que se ha acabado de formar allí. Un bloque de viviendas de pisos, netamente urbano, forma el mayor asentamiento habitacional de la zona.
El entorno de la ermita de San Vicente y el de la casa de Juntas tienen espacios libres verdes que constituyen espacios que permiten su adecuada percepción.
Escena Urbana de Sagasta
El pequeño núcleo de Sagasta, netamente rural, está conformado por caseríos de dos alturas y bajocubierta realizadas en sillarejo y mampostería con los huecos y esquinas rematadas en sillería de arenisca. Las cubiertas, a dos aguas, tienen aleros de madera. 
El espacio urbano creado, que tiene como telón de fondo las moles de caliza del Alluitz, forma un tejido esponjado y orgánico que permiten un espacio público heterogéneo y de calidad. Los caseríos cuentan con áreas privadas, con característicos cerramientos de parcela realizados en piedra, que dan acceso a una plaza pública donde se ubica una fuente lavadero y cerca de ella, un poco por encima del nivel del camino, se ubica la ermita de Santa Lucía.
Escena Urbana de Mendiola
Mendiola, bajo las moles del Untzilaitz y el pequeño barrio de Larringar, es una agrupación de caseríos de dos alturas y bajocubierta realizadas en sillarejo y mampostería con cubierta a dos aguas en teja curva y aleros de madera. Los vanos y esquina se rematan en sillería de arenisca. Es un entorno netamente rural que conforma un tejido esponjado y orgánico, con alineaciones irregulares que favorecen un espacio público heterogéneo y de calidad. 
La entidad del núcleo de Mendiola ha sido relativamente importante. A principios del siglo XX se construyeron las escuelas para niños y niñas, hoy en día transformadas en centro social, y el frontón. El servicio religioso se ha organizado en torno a la ermita de San Cristóbal, aunque ha habido algunos templos más.

### Transporte y comunicaciones
Las principales vías de comunicación de Vizcaya recorren el valle del Ibaizábal y por lo tanto pasan por el municipio. En cuanto a la comunicación vial destacan la carretera nacional N-634 y la autopista de peaje AP-8 que unen el municipio con la capital de la provincia, Bilbao, y la capital guipuzcoana San Sebastián. La AP-8 enlaza en Éibar con la AP-1 que por el valle del Deva lleva la capital alavesa, Vitoria. Mediante la carretera BI-623 que cruza el puerto, y parque natural de Urkiola, llega a Vitoria por Villarreal de Álava, la BI-633 comunica toda la comarca de Lea Artibai con el Duranguesado y la BI-632 recorre el valle hacia Elorrio conduciendo a Mondragón y Beasáin, lo que será el futuro e importante eje Durango-Beasáin. Otras carreteras de menor categoría estructuran la comunicación entre los diferentes barrios que componen el municipio. El eje Durango-Beasáin se unirá con la N-634 y la autopista AP-8 en los barrios de Guerediaga y Matiena.
La línea férrea de vía estrecha Bilbao-San Sebastián, perteneciente a la compañía EuskoTren, tiene una estación en el barrio urbano de Matiena. En Leberio se están las cocheras y talleres de dicha línea.
Las comunicaciones aéreas, marítimas y de ferrocarril de largo recorrido se realizan en las infraestructuras provinciales.

### Las escuelas rurales de la Diputación

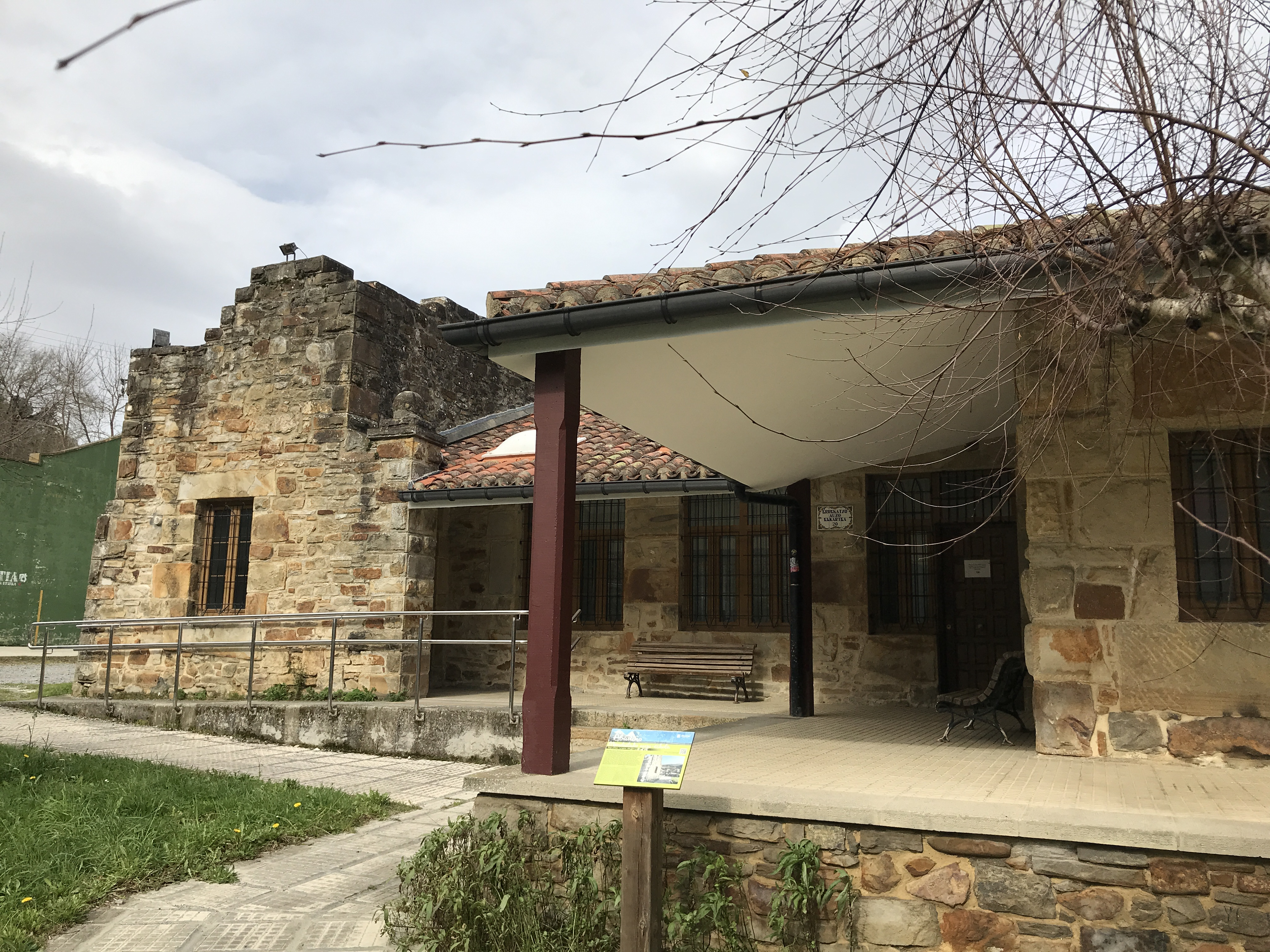
Escuela de barriada del barrio de Mendiola

A comienzos del siglo XX la Diputación Foral de Vizcaya realizó una serie de intervenciones en el área educativa del municipio del Abadiano. Ya en 1890 se efectúa un proyecto para instalar en terrenos del barrio de Matiena una granja escuela con la intención de mejorar la agricultura y la ganadería de la comarca y de todo el territorio de Vizcaya. Esta granja-escuela comenzó a funcionar en 1901 y se mantuvo activa hasta 1923, cuando deciden abandonar el proyecto y dedicar las instalaciones a explotación agrícola comercial. El proyecto sufrió en 1921 una grave afección que fue la causa final de su cierre. Una epidemia de fiebre aftosa arruina el ganado y la situación económica impide su reposición lo que aboca a la diputación al abandono del proyecto educativo.
Sobre la primera década del siglo XX la Diputación Foral de Vizcaya pone en marcha un ambicioso proyecto educativo. Fue el 19 de noviembre de 1919 cuando se aprobó la llamada «Moción Gallano», la cual tiene como objetivo la construcción de una red de escuelas para facilitar la escolarización de la infancia de las zonas rurales de Vizcaya. La cada vez mayor diferencia educativo-cultural entre los niños y jóvenes de los entornos rurales y urbanos llamó la atención de los responsables forales y evidenció la deficiencia educativa que sufrían las zonas rurales y que abocaban a muchos de sus habitantes al analfabetismo. En 1920 se presentó un plan para construir 119 escuelas de barriada por todo el territorio de Vizcaya entre los años 1920 y 1930. El proyecto contemplaba que los ayuntamientos interesados en la construcción de una escuela en su municipio se hicieran cargo del terreno y del edificio, cuyo proyecto técnico estaba realizado por la propia diputación, y esta también ponía el profesorado y el material escolar.
En el municipio de Abadiano se construyen dos escuelas de este tipo, una en el barrio de Mendiola y otra en el de Traña-Matiena, entonces también entorno rural. El proyecto fue apoyado por el entonces alcalde de Abadiano Federico Santocuarto. La escuela de Mendiola, a la que se le asignó el número 47, comenzó su andadura en el curso escolar 1923-1924 siendo sus profesoras Julene Azpeitia Gómez y Feliciana Astorkia.
La escuela de Matiena tenía asignado el número 79 y se inauguró el curso escolar 1926-1927. Esta escuela se ubicó al lado de la ermita de san Prudencio y daba servicio a una población de 179 habitantes.
Tras la guerra civil, las escuelas de barriada se integran dentro del sistema de educacional nacional y pasan a ser Escuelas Nacionales dependiendo del Ministerio de Educación de España.
La escuela de Mendiola se cierra en 1988 tras haber bajado significativamente las matriculaciones, mientras que la escuela de Matiena, tras producirse el crecimiento del barrio por la instalación de diferentes industrias en él, se amplía con nuevos edificios pasando a ser un centro escolar amplio. A comienzos del siglo XXI, con la reforma educativa, se vuelve a ampliar y se instala en parte de ella un instituto de Educación Secundaria Obligatoria. 
Tras el cierre el edificio de la escuela Mendiola pasó a ser la sede de la asociación de vecinos del barrio, denominada Mendiolako Errekatxo Auzo Elkartea. El de Matiena pasó a albergar la guardería infantil y posteriormente, segregada ya del complejo escolar, se ubicó en ella en el año 2003 en hogar del jubilado del barrio.

## Economía

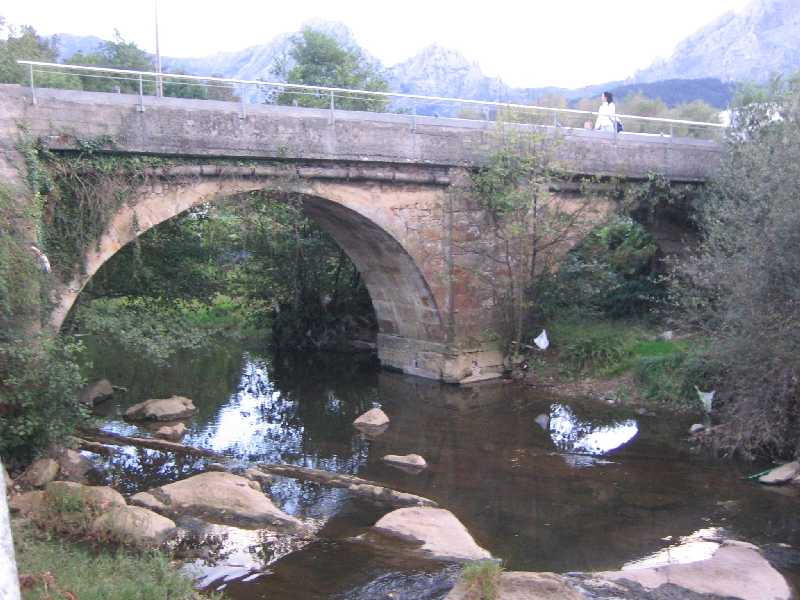
Puente de Astola

La economía del municipio, muy relacionada con la de la comarca e incluso fuera de ella, es eminentemete industrial con un sector primario importante. En un análisis por sectores tenemos lo siguiente:
- Sector primario los barrios rurales de Abadiño basan su economía en la agriculatura, ganadería y explotación forestal, aunque ya está extendido el combinar el trabajo agrario con el industrial, y en el eminente agroturismo. De las 2845 ha de superficie agraria tenemos que a tierras labradas corresponden 45 ha (1,5 %), prados y pastizales 1094 ha (58,4 %), forestal 662 ha (38,5 %). La actividad minera ya ha desaparecido del municipio.

- Sector secundario da trabajo a más del 60 % de la población activa. Destaca la industria metalúrgica, en especial la industria auxiliar del automóvil y la de herramientas. La industria química también tiene presencia significativa.

- Sector de servicios da trabajo a un 37 % de la población activa, pero su influencia en el municipio es más bien escasa debido a la proximidad de la cabeza de comarca que es Durango y a la capital de provincia Bilbao que acaparan la mayoría de los servicios.

## Administración y política

### Gobierno municipal
| Partido político                                              | 2023   | 2023       | 2019   | 2019       | 2015   | 2015       | 2011   | 2011       | 2007    | 2007       | 2003        | 2003        | 1999   | 1999       | 1995  | 1995       | 1991  | 1991       |
| Partido político                                              | %      | Concejales | %      | Concejales | %      | Concejales | %      | Concejales | %       | Concejales | %           | Concejales  | %      | Concejales | %     | Concejales | %     | Concejales |
| Euskal Herria Bildu (EH Bildu)-Bildu                          | 41,89  | 6          | 38,99  | 5          | 35,19  | 5          | 36,58  | 5          | —       | —          | —           | —           | —      | —          | —     | —          | —     | —          |
| Euzko Alderdi Jeltzalea-Partido Nacionalista Vasco (EAJ-PNV)  | 25,59  | 4          | 29,31  | 4          | 16,42  | 2          | 15,73  | 2          | 24,83   | 4          | 41,62       | 6           | 27,08  | 4          | 39,06 | 5          | 36,69 | 6          |
| Independientes de Abadiño-Abadiñoko Independienteak (AI)      | 16,17  | 2          | 29,02  | 4          | 42,53  | 6          | 39,77  | 6          | 30,12   | 5          | 33,57       | 4           | 26,16  | 4          | —     | —          | —     | —          |
| Partido Socialista de Euskadi-Euskadiko Ezkerra (PSE-EE PSOE) | 10,10  | 1          | —      | —          | 2,79   | 0          | 2,49   | 0          | 4,65    | 0          | 7,05        | 1           | 6,08   | 1          | 13,73 | 2          | 22,58 | 3          |
| Podemos Ahal Dugu                                             | 3,69   | 0          | —      | —          | —      | —          | —      | —          | —       | —          | —           | —           | —      | —          | —     | —          | —     | —          |
| Partido Popular del País Vasco (PP)                           | 1,51   | 0          | 1,63   | 0          | 1,89   | 0          | 2,02   | 0          | 4,42    | 0          | 7,99        | 1           | 6,48   | 1          | 8,04  | 1          | —     | —          |
| Ezker Batua-Berdeak (EB-B)                                    | —      | —          | —      | —          | —      | —          | 2,56   | 0          | 5,06    | 0          | 9,16        | 1           | 5,25   | 0          | 9,66  | 1          | —     | —          |
| Eusko Abertzale Ekintza-Acción Nacionalista Vasca (EAE-ANV)   | —      | —          | —      | —          | —      | —          | —      | —          | 28,81   | 4          | —           | —           | —      | —          | —     | —          | —     | —          |
| Eusko Alkartasuna (EA)                                        | —      | —          | —      | —          | —      | —          | 1,49   | 0          | Con PNV | Con PNV    | 3,36        | 0           | 7,89   | 1          | 12,14 | 1          | —     | —          |
| Euskal Herritarrok (EH)-Herri Batasuna (HB)                   | —      | —          | —      | —          | —      | —          | —      | —          | —       | —          | Ilegalizado | Ilegalizado | 24,14  | 3          | 19,67 | 3          | 22,17 | 3          |
| Euskadiko Ezkerra (EE)                                        | PSE-EE | PSE-EE     | PSE-EE | PSE-EE     | PSE-EE | PSE-EE     | PSE-EE | PSE-EE     | PSE-EE  | PSE-EE     | PSE-EE      | PSE-EE      | PSE-EE | PSE-EE     | 5,09  | 0          | —     | —          |

Tras las elecciones municipales de 2023, el alcalde es Mikel Urrutia Galan tras un pacto entre Euskal Herria Bildu y Abadiño Independientes Berria (AIB).

### Evolución de la deuda viva municipal
El concepto de deuda viva contempla solo las deudas con cajas y bancos relativas a créditos financieros, valores de renta fija y préstamos o créditos transferidos a terceros, excluyéndose, por tanto, la deuda comercial. La deuda viva municipal por habitante en 2014 ascendía a 418,71 €.
| Gráfica de evolución de la deuda viva del Ayuntamiento entre 2008 y 2023                           |
| |
| Deuda viva del Ayuntamiento de Abadiano, en miles de euros, según datos del Ministerio de Hacienda |

### Organización territorial
El municipio de Abadiño lo constituyen 13 barrios que son: Amaitermin, Astola, Gaztelua, Guerediaga, Irázola, Lebario, Mendiola, Muntsaratz, Murueta, Sagasta, Traña-Matiena, Urkiola y Zelaieta. Históricamente la anteiglesia ha estado dividida en las cofradías de Gaztelua, Gerediaga, Mendiola, Muntsaratz, Sagasta y Traña o Matiena.
Los barrios de Zelaieta (que es lo que la gente viene a conocer como Abadiano), Traña-Matiena y Muntsaratz son barrios con estructura urbana, principalmente Matiena que se constituye como un núcleo de identidad propia e influye en los barrios de alrededor (Astola, Lebario y Guerediaga).La distancia entre Matiena y Zelaieta es de 1,5 km y entre Zelaieta y Muntsaratz inferior a 1 km, lo que hace que en la práctica conforme una unidad urbana. La existencia de polígonos industriales entre Matiena y Zelaieta dificulta la uniformidad urbana del municipio.
Los barrios Sagasta, Gaztelua, Irazola, Mendiola, Urkiola, Amaitermin y Guerediaga son eminentemente rurales mientras que Astola, Murueta, Leberio y parte del barrio de Guerediaga están influidos por la cercanía a Matiena y en ellos se han establecido polígonos industriales.
La población del municipio está establecida mayoritariamente en las zonas urbanas. Matiena mantiene a la inmensa mayoría de la misma quedando los barrios de Muntsaratz y Zelaieta, entre ambos, un poco por debajo de Matiena atendiendo a esta variable.

## Cultura

### Fiestas

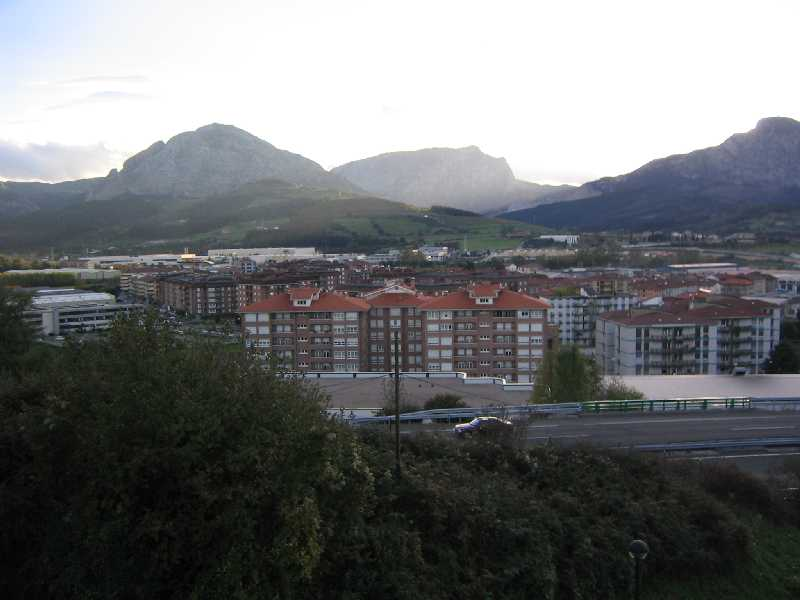
Barrio de Traña-Matiena

En Abadiano se celebran varias fiestas importantes. La fiesta patronal del municipio es en honor a San Trokaz (San Torcuato Mártir) el 15 de mayo. Luego cada barrio tiene la suya propia y cada ermita también, habitualmente la fiesta del barrio es en honor a la figura a la que su ermita está consagrada. En todas las fiestas se levanta el txopo, un gran pino que se elige los días anteriores entre las plantaciones del municipio, tradición que enraiza con la festividad de los Mayos. Se traslada al lugar de la fiesta y su alzado marca el comienzo de la misma. Al finalizar se tira. Las fiestas son:
- San Trokaz (San Torcuato Mártir), el 15 de mayo. Fiesta patronal del municipio. Los actos festivos se realizan en el barrio de Zelaieta entre ellos destaca los alardes de danzas. Se suele utilizar una símbolo de fiestas el muñeco Gerbas que abre y cierra las fiestas. Gerbas encarna a Julián Aguirre Zubizarreta, un coplista popular que vivió a finales del siglo XIX al que se conocía por "el coplista Gerbas".

- San Blas, el 3 de febrero. Una de las ferias agrícolas y ganaderas más importantes del País Vasco. Incluye exposición y venta de toda clase de artículos relacionados con las labores del campo y ganadería. Se complementa con un amplio programa de deporte rural en el que destacan las pruebas de arrastre de piedra con bueyes, en euskera denominadas idiprobak.

- San Prudencio, el 28 de abril. Son las fiestas del barrio de Matiena, abren la temporada de fiestas de verano. Son muy populares y atraen a mucha gente de otras localidades.

- San Antonio Abad, el 17 de enero. Uno de los santos Antonios a los que está dedicado el Santuario de Urkiola. Es el patrono de los animales. Se acude al santuario con los animales para bendecirlos, también se bendice el pan que se les dará de comer posteriormente.

- San Antonio de Padua, el 13 de junio. Es la celebración de San Antonio, el otro santo al que está dedicado el Santuario de Urkiola. Se hace romería y feria desde 1777.

- San Vicente, el 22 de enero. Se celebran en los barrios de Astola y Gantza.

- San Martín Papa, el 4 de julio. Se celebra en Gaztelua.

- San Cristóbal, el 10 de julio. Se celebra en Mendiola.

- San Salvador, el 6 de agosto. Se celebra en Guerediaga, en la ermita juradera.

- Andramari, el 15 de agosto. Se realiza fiesta en la ermita dedicada a la Virgen en Muncharaz.

- San Antolín, el 2 de septiembre. Se realiza fiesta en la ermita dedicada al santo.

- Aita Kurutzeko (Padre de la cruz), el 14 de septiembre. Se celebra en el barrio de Zelaieta.

- Santa Eufemia, el 16 de septiembre, fiesta de Irazaola.

- Santa Lucía, el 13 de diciembre. Fiesta de Sagasta.

En 3 de febrero se realiza la feria de San Blas, una de las más importantes ferias agrícolas y ganaderas del País Vasco.

### ElGerbasde los San trokaz de Abadiano
El las fiestas patronales en honor a San Trokaz (San Torcuato Mártir) del año 1979 la comisión de fiestas decidió crear un personaje fuera icono y símbolo de las mismas, siguiendo la idea que un año antes había surgido en las fiestas de Bilbao con la creación de Marijaia. A diferencia de los bilbaínos, tenían claro que su personaje no sería quemado al final de las fiestas, sino que debían darle la misma concepción de mundo que la persona de carne y hueso, decidieron que debería tener la posibilidad de soñar y decidieron que saliera volando, dándole la libertad.
Los integrantes de aquella comisión de fiestas tenían el recuerdo de su infancia del coplero popular Julián Aguirre Zubizarreta, conocido como Gerbas y decidieron hacer un muñeco en su honor. Julián Aguirre nació el 16 de marzo de 1869 en el hoy conocido como "Gerbasena", en su tiempo denominado "Belen etxea", era hijo de Gervasio Aguirre Lupiola, de quien tomó el apodo, y de Agustina Zubizarreta Alberdi, era el sexto de diez hermanos (Eulalia, Guillermo, Fausta, Felipe, María Dolores, Anselmo, Raimunda, Gorgonio y Dominica) y gemelo de Anselmo quien fue abad en Garay.
Julián se distinguía por su carácter alegre y solía cantar a los visitantes que llegaban a la población. La vena artística y bohemia siempre acompañó al personaje. Consta que con 25 años, en 1895, era cestero pero en 1908 se era artista itinerante. El instrumento que usaba era el [[laúd y fue autor de varias canciones algunas de las cuales están recogidas en el libro Abadiño ezagutzen de José Inazio Arrizabalaga editado por el ayuntamiento de Abadiano en 1987. Pasó sus últimos días en el "Hospìtal de beneficencia" que se ubicó en la década de los años 1940 en el actual edificio de la casa consistorial que estaba regentado por monjas. Hay documentos gráficos de "Gerbas" en 1945.

### Patrimonio
En el término municipal de Abadiano hay varios monumentos destacables y relevantes entre ellos se destacan los siguientes:

#### Arquitectura civil
- Conjunto Juradero de Guerediaga compuesto por la campa,  ermita de San Salvador y San Clemente, el crucero del siglo XVII y el roble (recientemente renovado), es el corazón de la historia de la comarca ya que fue el lugar donde se celebraban las Juntas de la Merindad de Durango. La ermita es de origen barroco, del siglo XVII o XVIII. Delante de la ermita se ubicaban 18 mojones (hoy hay 11 y algunas fuentes señalan 24), dos por anteiglesia, para servir de asiento a los representantes de las 14 anteiglesias que componían las Juntas de la Merindad. En 1834 con la Desamortización de Mendizábal el conjunto de la ermita y campa juradera pasa a manos de varios vecinos de la zona que en 1999 lo ceden a las Juntas Generales de Vizcaya que proceden a su restauración (que ha sido muy cuestionada), inaugurando el conjunto en octubre de 2005.

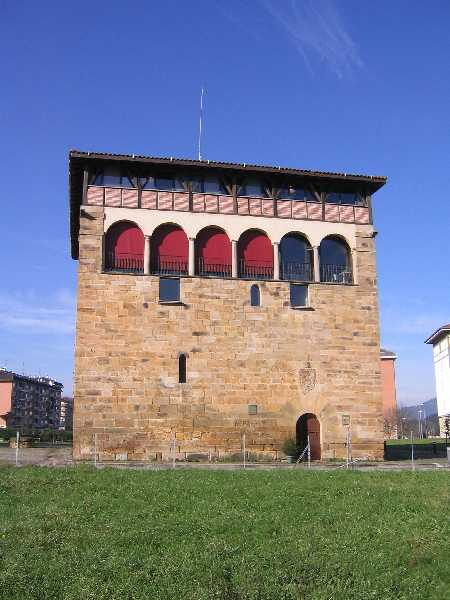
Casa Torre de Muntsaratz, con una galería de columnas del

- Torre de Muntsaratz cuyo origen se remonta al siglo IX. Su nombre viene de la noble familia que la construyó. Reformada hacia 1590 con una galería o loggia de columnas toscanas, es según algunas opiniones, la edificación renacentista más destacada de la arquitecturta civil en Vizcaya. Construida en piedra arenisca en cuidada sillería, forma un bloque cúbico aligerado en su parte superior por una galería arqueada en los lados sur y este. Tiene cinco plantas dedicadas cada una a una función concreta: la planta baja para las cuadras, la segunda se destinaba a cocina y habitaciones, la tercera y cuarta son las residenciales con una habitación central a doble altura con acceso a la galería arqueada. La última planta, también abierta en galería, tenía el destino de secadero y almacén de productos agrícolas. La construcción tiene ribetes defensivos, lo que da pie a pensar que en algún momento cambió de planteamiento constructivo. Muy probablemente, la parte inferior es de finales del siglo XV, algo anterior a la prohibición de erigir torres fuertes dictada por los Reyes Católicos. A raíz de tal norma, la torre hubo de desmocharse, aligerando los muros y abriendo la galería, y pasó de casa-fuerte a casa-palacio. De todas formas, la galería resulta demasiado avanzada para esos años y se cree que es de finales del siglo XVI. Actualmente es sede de un organismo público.

- Casa de Astola o Astolazubia, antigua sede de la Merindad de Durango. Fue comprada por este organismo en 1576. Se mantuvo como sede del archivo de la merindad hasta 1784, cuando fue traspasada a la parroquia de Abadiano, y como cárcel hasta 1843 cuando se ubicó esta en la torre Lariz de Durango. Es un gran caserón de planta cuadrada y cubierta a tres aguas hecho en mampostería y sillería. En 1977 fue comprada por la Diputación de Vizcaya y restaurada, destinándola a sede de la asociación Gerediaga Elkartea.

Denominada como casa auditorio y cárcel de Astola fue uno de los centros políticos y administrativos de la Merindad y en ella residía el Teniente de la Merindad, quien presidía las juntas ordinarias. En 1578 se instaló en este edificio el auditorio y la cárcel tal y como se determinó por Provisión Real en 1508.
El edificio, de planta cuadrangular y cubierta a tres aguas, consta de tres alturas. Está realizado en mampostería e iba enlucido y pintado imitando lajas de sillería. La parte de baja está realizada en sillería al igual que los vanos de ventanas y puertas y vértices. La planta baja se dedicó a caballerizas mientras que la primera planta era la noble a la que se accedía por una escalera hechas en sillería que daba acceso a un sencillo vano adintelado, muy similar a la puerta-ventana que se abre a su derecha; a la izquierda otras dos ventanas, antepechadas, que se correspondían con las antiguas cocinas. En el camarote se abren cuatro ventanas adinteladas y sobre ellas la estructura de madera que conforma el tejado. En la fachada oeste (poniente) se ubica la entrada a las cuadras que se realiza mediante un arco rebajado y a su lado dos pequeñas aberturas a modo de aspilleras que proporcionan la ventilación necesaria al recinto. En el reto de la fachada se abren ventanas adintelados que correspondían a las estancias de la sede del regimiento de la Merindad y a la habitación del señor Teniente. La fachada trasera hay un gran número de ménsulas, dos de ellas sostienen aún la antigua estructura que servía para retrete.
En 1784 se realizó una reforma radical del edificio dirigida por el maestro de obras Tomás de Basterrechea en la que se reconstruyeron de nueva planta las fachadas principal y la que da a poniente dándole el aspecto definitivo.
- Casa torre de Abadiño o de Barriona, situada en el barrio de Celayeta la orilla de la carretera entre Durango y Elorrio fue construida en 1591 por Iñigo de Abadiano bajo diseño de Pedro Abendaño de 1443. En el siglo XIX sufrió un incendio y fue reconstruida convirtiéndola en viviendas. De planta cuadrangular, dos plantas de altura y tejado a cuatro aguas mantiene una excelente portada en la que se lee la leyenda ad lauden et glorian dei sita fui hic, anno 1591. Está realizó en sillería de arenisca con carpinterías de madera coronada con una cubierta de teja, rodeado de un jardín. La fachada principal destaca por su simetría, en ella se abre el acceso principal que actúa como eje simetría, a su lado se abren sendas ventanas adinteladas . En el primer piso, a los lados del eje de simetría, se abren dos ventanas, la primera esbelta y la segunda cuadrada. En la fachada norte hay adosada una construcción que lo desvirtua, sobre ella el muro va enlucido y, en algunos tramos, en mampostería vista. Sea abren tres huecos de ventana y un último hueco que parece estar tapiado.

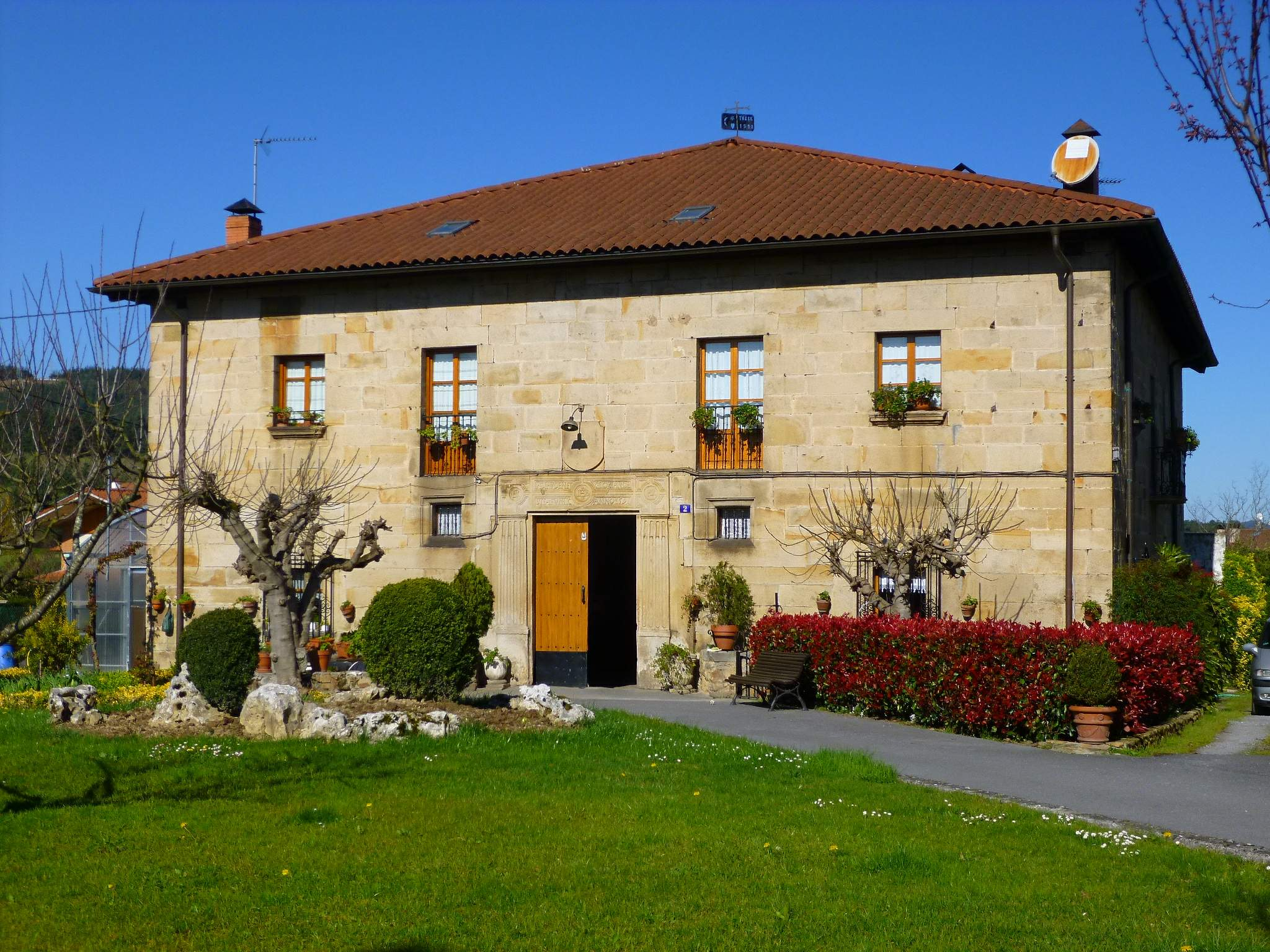
Palacio de Barriona

- Palacio Urbarrena, construido en el siglo XVIII es un edificio de sillería de planta cuadrada y fachada blasonada con las armas de Uribarrena. En una inscripción en su fachada señala la fecha de construcción; A 9 de junio que es víspera de Corpus-criti 1691 (la última cifra podría ser un 4)". En el tejado hay una teja que marca la fecha y autores de uno de sus arreglos, en ella pone Sebastian de Ysasmendi y Joef de Yturve y Juan Benito de Acarraga 22 julio de 1837.

- Palacio Uribarren es un edificio de planta rectangular resuelto en dos alturas y una planta bajo cubierta con tejado a cuatro aguas en el que en su lado sureste sobresalen dos volúmenes con sus cubiertas a dos aguas y que intersecan con la cubierta general. está construido en sillería de arenisca y mampostería con remates en vanos y esquinas en sillería. La fachada principal, orientada al suroeste, está realizada totalmente en sillería marcando un cuidado en su concepción y construcción. Presenta un planteamiento simétrico y armónico que tiene como eje central la puerta de acceso sobre el que se ubica un balcón de cerramiento de forja y sobre el mismo el escudo de armas ricamente labrado. La planta bajo cubierta, separada de las dos inferiores por una línea de imposta, está servida, en el lado de la fachada principal, por unas pequeñas ventanas ovaladas a cada lado del eje central. Las ventanas de la planta baja se protegen con enrejado de forja, madera original. En el esto de fachadas, mucho menos cuidadas, se abren vanos de ventanas de diferentes proporciones y tamaños dispuesto de manera caótica. La planta superior de la fachada sureste presenta un revoco con unas líneas de molduras que han perdido la pintura. Todas las carpinterías conservan los cuarterones madera original. En el esto de fachadas, mucho menos cuidadas, se abren vanos de ventanas de diferentes proporciones y tamaños dispuesto de manera caótica. La planta superior de la fachada sureste presenta un revoco con unas líneas de molduras que han perdido la pintura.

- Palacio Zelatabe o Galíndez construido en 1913 por orden de María Zelaieta y Pablo Galíndez es un palacio urbano con jardín e instalaciones adjuntas. Adquirido por el ayuntamiento, se ha transformado en ludoteca, abierto el jardín al público y la casa del jardinero se ha transformado en gaztetxe.

Es un edificio de planta cuadrangular y dos plantas de altura con una torre de tres plantas en uno de los laterales que le da una gran presencia urbana. Las fachadas están realizadas en enlucido blanco con los huecos enmarcados en sillería y carpintería de colores marrones o rojos y relevante forja que actúa como elemento compositivo de la fachada.
El acceso se realiza por un arco carpanel sobre el que se ubica un balcón con dos puertas. A la derecha de la entrada, se abre una ventana cuadrangular y sobre ella un saliente achaflanado sobre el que se sitúa la torre que, en su primera planta, se sitúa un balcón y bajo de él un acceso en arco de medio punto. La torres e corona con tres arcos ojivales en la tercera planta. La fachada principal, que se abre al jardín, es simétrica sobre el eje de la entrada y está elevada sobre la rasante general del jardín accediendo por una escalera y rampa. Está realizada hasta la primera planta en sillería de arenisca. La primera planta cuenta con un gran arco carpanel en el centro y un gran hueco de ventana a ambos lados de proporciones cuadradas y con una forja al frente, mientras que en la segunda, vuelve el enlucido blanco con remates de sillería en los huecos.
La casa del jardinero, ubicada en el jardín frente al edificio principal, es una edificación de planta rectangular y de dos alturas y bajocubierta con tejado a dos aguas y muros de mampostería se encuentran revocados y enlucidos de blanco con remates de sillería en los vanos, esquinas y una línea de imposta que separa la planta baja de la superiores. En la fachada principal, orientada al este, destaca el acceso formado por un esbelto arco peraltado que irrumpe en la primera planta, invadiendo la ventana que se ubica sobre él, simulando apoyarse en la línea de imposta. En las fachadas norte y sur se abren sendos óculos coronando la composición simétrica del tejado. Hay un acceso directo a la primera planta mediante un patín situado en la fachada oeste.
- Palacio Ibaigoiti es un edificio palaciego de planta cuadrangular y tres alturas con cubierta a cuatro aguas con un gran alero, rodeado de jardín. Sus fachadas están realizadas en piedra y en la sur se ha añadido una estructura metálica. Realizadas en color claro, destaca la principal en su parte baja que se oscurece. Presenta detalles de carpintería, remates y adornos en verde oscuro. Destaca la tercera planta porticada y las esquinas que se rematan con un almohadillado.

- Palacio de Traña-Jauregi es una casa palacio de estilo barroco de tipo rural. El edificio tiene planta cuadrada organizado en planta baja, primer piso y desván, cubierto a cuatro aguas. El tejado forma un alero en el que destacan unos canecillos ricamente tallados. Realizado en mampostería cubierta de argamasa y remates en sillería de arenisca en vanos, esquinas e impostas así como en la parte acceso principal de la planta baja. En la fachada principal el acceso se realiza por cuatro arcos escarzanos asentados sobre sólidas pilastras, tras el que se abre un gran zaguán. Sobre estos arcos, en la primera planta, se ubican dos grandes arcos de medio punto que monopolizan el interés de esta fachada, entre ellos el escudo de armas de la familia Trañajauregi y a sus lados, sendas ventanas adinteladas. Tras los arcos, una gran solana. Sobre los grandes arcos se abren ocho ventanas de servicio al desván, cuyo aparejo está realizado en ladrillo rojo. La fachada izquierda del palacio se abre un acceso bastante grande con arco ojival. En las fachadas laterales hay unos balcones a ras de fachada.

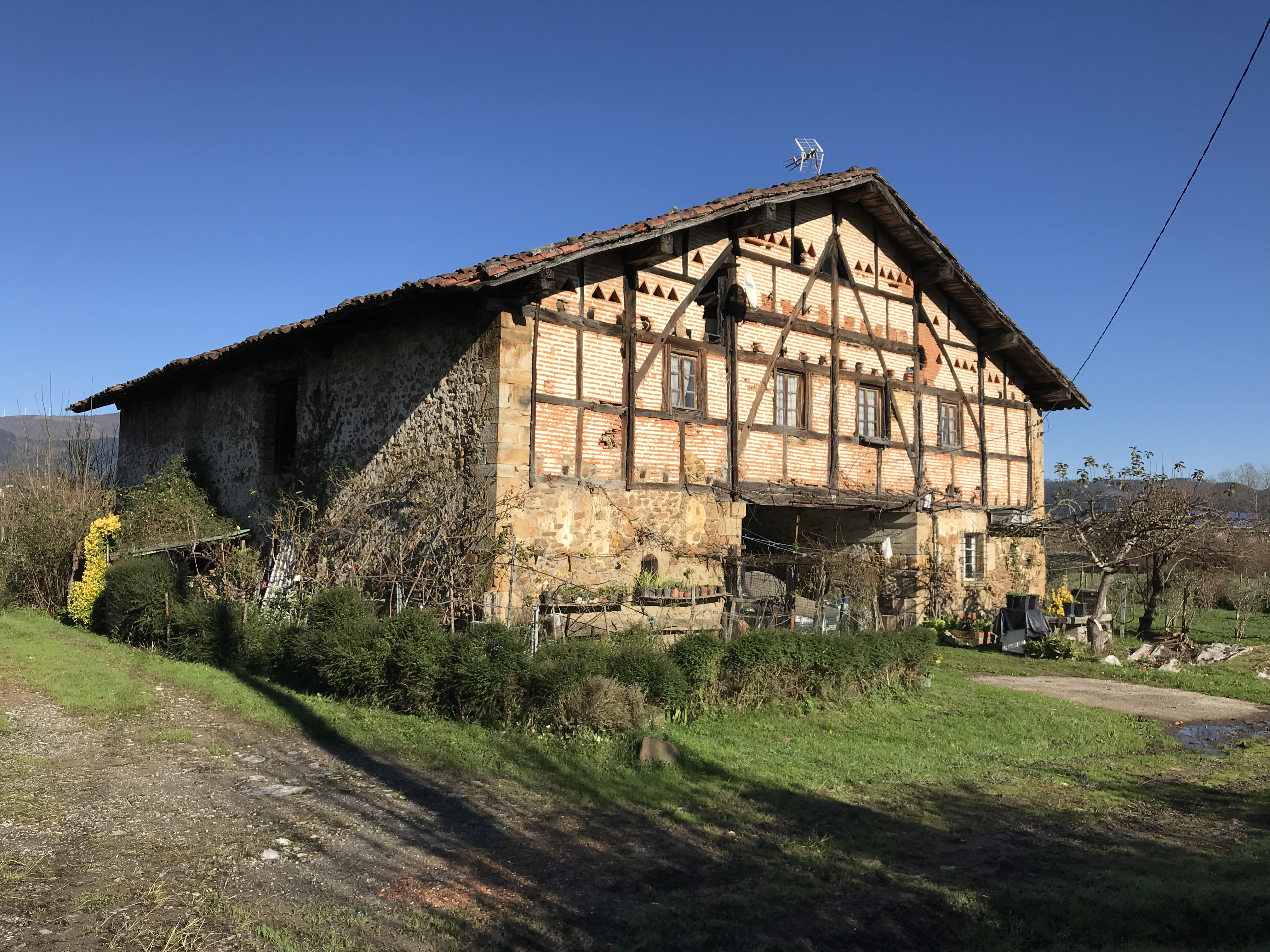
Caserío Landa en Matiena

Hay un amplio censo de caseríos y casa blasonadas de interés, como el caserío blasonado Murueta, el de Iturriaga, del siglo XVII; el caserío Landa, con una destacada fachada en madera y ladrillo; Gaztelu-iturri, Iturriaga etxeberria, Ezterripa, Arbaita-txatena... y edificios destinados a la actividad económica como el hórreo de Lebario, una curiosa construcción de madera de roble, el molino de viento de Larringan, uno de los cinco que se conservan en Vizcaya que data de 1723, caleros como el de Guerediaga o el de Atxarte y los restos de varias ferrerías, como la ferrería Ezterripa que forma parte de la cuenca del arroyo Arrierreka significativo por la presencia histórica de elementos preindustriales e industriales de uso de la energía hidráulica, y presas que les daban servicio, o la ferrería de Lebario, ferrería mayor que mantuvo su actividad desde el siglo XVI hasta 1923.

#### Arquitectura religiosa
- Santuario de los Santos Antonios El santuario se halla justo en la línea divisoria de las vertientes mediterránea y cantábrica, de tal manera que el agua que cae a un lado de su tejado va a parar al Mediterráneo y la que cae al otro lado va al Cantábrico.

La desproporción entre la enorme construcción de las naves inacabadas y el pequeño campanario del templo anterior llama la atención a los visitantes. Una gran escalinata sirve de acceso a la iglesia, cuya entrada está flanqueada por los muros inacabados de lo que iban a ser las torres y el pórtico.
La nave central, en la parte que no ha sido ocupada para el culto, forma un jardín en el que se levanta el pequeño campanario de estilo neoclásico. Entre las diferentes plantas que adornan el mismo se ha erigido un pequeño monumento que conmemora la vida de Vizcaya. Este monumento está compuesto por una laya (que recuerda a la agricultura), una turbina de piedra (a la industria) y un ancla (al mundo del mar).
Subiendo a la izquierda, justo a la entrada del santuario, una rara piedra, que algunos afirman que es un meteorito, invita a que aquella persona que quiera encontrar pareja la rodee varias veces, ya que así se cree por estas tierras (hay que tener cuidado con el sentido de rotación, puesto que, según dicen algunos, si las vueltas se dan al revés tienen el efecto contrario).
Las naves laterales son ahora pasillos que dan acceso al templo. La nave central se ha cerrado con una gran pared para conformar el espacio dedicado a uso litúrgico.
El edificio se proyectó en estilo neomedieval y con orientación al uso. Al haber quedado inconclusa la obra, se cambió la posición del altar quedando orientado al revés, apoyándose sobre la gran pared que cierra la nave. La cabecera rectangular apaisada ha dado lugar al coro, y a sus lados se abren la sacristía y una capilla dedicada al Santísimo.
En las últimas décadas del siglo XX se realizaron diferentes reformas para rematar la inconclusa obra. Estas obras, tanto en el exterior como en el interior, fueron promovidas por el grupo de exmisioneros pertenecientes a Misiones Diocesanas Vascas, que se hicieron cargo del santuario a partir de mayo de 1970. En el exterior se construyó la gran escalera de acceso y se endulzó el remate del muro que cierra la nave principal. En el interior se han adornado mediante mosaicos los muros que hacen de fondo de altar. Para el altar principal se ha construido un gran mosaico que cubre el muro que cierra la nave y sobre el que se ha abierto una ventana con vidriera sobre la que están situadas las figuras de los santos Antonios Abad y de Padua. Se ha cubierto con otro mosaico la capilla del Santísimo y se ha realizado un vía crucis en el suelo de la nave, al cual se le ha añadido una estación más, la de la resolución. Estos mosaicos y el vía crucis se hicieron en el taller del propio santuario.
- Iglesia de San Torcuato Mártir gótica tardía del siglo XV (el campanario es del XVIII). Contiene tres retablos rococós y dos altares barrocos naturistas así como otro neoclásico dentro de la sacristía. Una Virgen, lienzo fechable en el siglo XVII, se atribuye a José Antolínez. Al lado tiene el cementerio neoclásico relevante del arquitecto Rafael de Zabala, obra de 1854.

- Cementerio, construido en 1854 bajo proyecto del elorriotarra Rafael de Zabala y ejecución del durangués José de Astarbe es uno de los cementerios neoclásicos más relevantes de Vizcaya. De planta rectangular, consta de un pórtico a modo de atrio romano que enmarca un patio cuadrado de 10 metros de lado. En el pórtico las sepulturas, todas iguales, y fuera, en el jardín central, hay panteones (originalmente no estaba contemplada esta posibilidad) entre los que destacan el de la familia Celayeta-Galindez con una escultura central donde se observa la figura de Cristo acogiendo en su regazo dos cuerpos inertes en una clara alusión simbólica, y el de la familia Bengoetxea que representa la figura de la Virgen con expresión afligida, que sostiene el cuerpo inerte de Jesús crucificado.

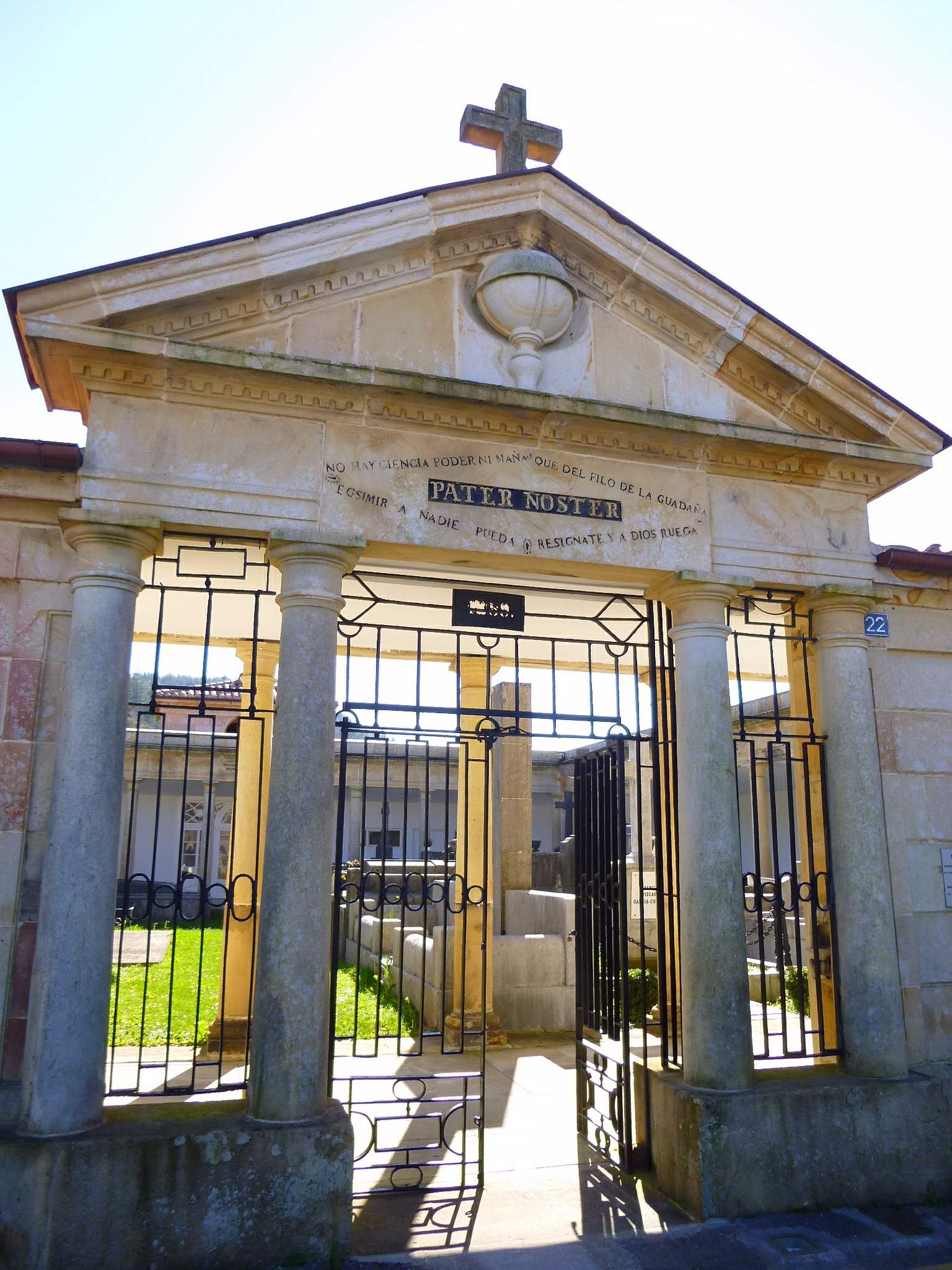
Entrada al cementerio

La cubierta se apoya en columnas toscanas que soportan entablamentos de piedra en los cuales se han escrito leyendas referentes a la muerte. El cerramiento está hecho en sillería y sobre la entrada principal, a la cual se ha dotado de un frontón, se halla una máxima referente a la certeza de la muerte, leyendas que se ubican en otros lados del muro y en los frontones de los lados del jardín central. El conjunto se completa con la capilla funeraria, retranqueada respecto a la galería, y el acceso insertado en el muro. El concepto de igualdad se plasma en la igualdad de las sepulturas y en que no se reserva ningún espacio preferencial para los enterramientos, los panteones del jardín fueron realizados posteriormente. Todo el conjunto respira un aire de estilo neoclásico avanzado pudiendo considerarse, debido a su madurez, ya romántico. Tras la reforma realizada a finales del año 2010 se han eliminado las sepulturas del pórtico, haciendo desaparecer las lápidas y dejando un suelo falso de piedra removible y realizando un techo de escayola que oculta el original de tejavana.
Inscripciones
- Sobre la puerta de acceso: «Pater noster» y rodeándolo «No hay ciencia poder o maña que del filo de la guadaña esgrimir a nadie pueda resignate y a Dios ruega»
- Lado derecho de la puerta de acceso: «Por mis hermanos y los tuyos pedí y tú no te acuerdas de mí»
- Lado izquierdo de la puerta de acceso: «Aquí vendréis a parar. Vivos elegid lugar»
- Lado norte: «Toda vanidad aquí se estrella y los gusanos roeran a los amigos de ella»
- Lado oeste: «Afán de llantos es la vida en su carrera eugaz aquí principia la paz»
- Lado sur: «¡Oh eternidad sin medida! Tu duración el justo gozará. Tu tiempo el reprobo padecerá»
- Lado este: «Templo de verdad es el que miras no desoigas la voz con que te advierte que todo es ilusión menos la muerte»

- Ermitas

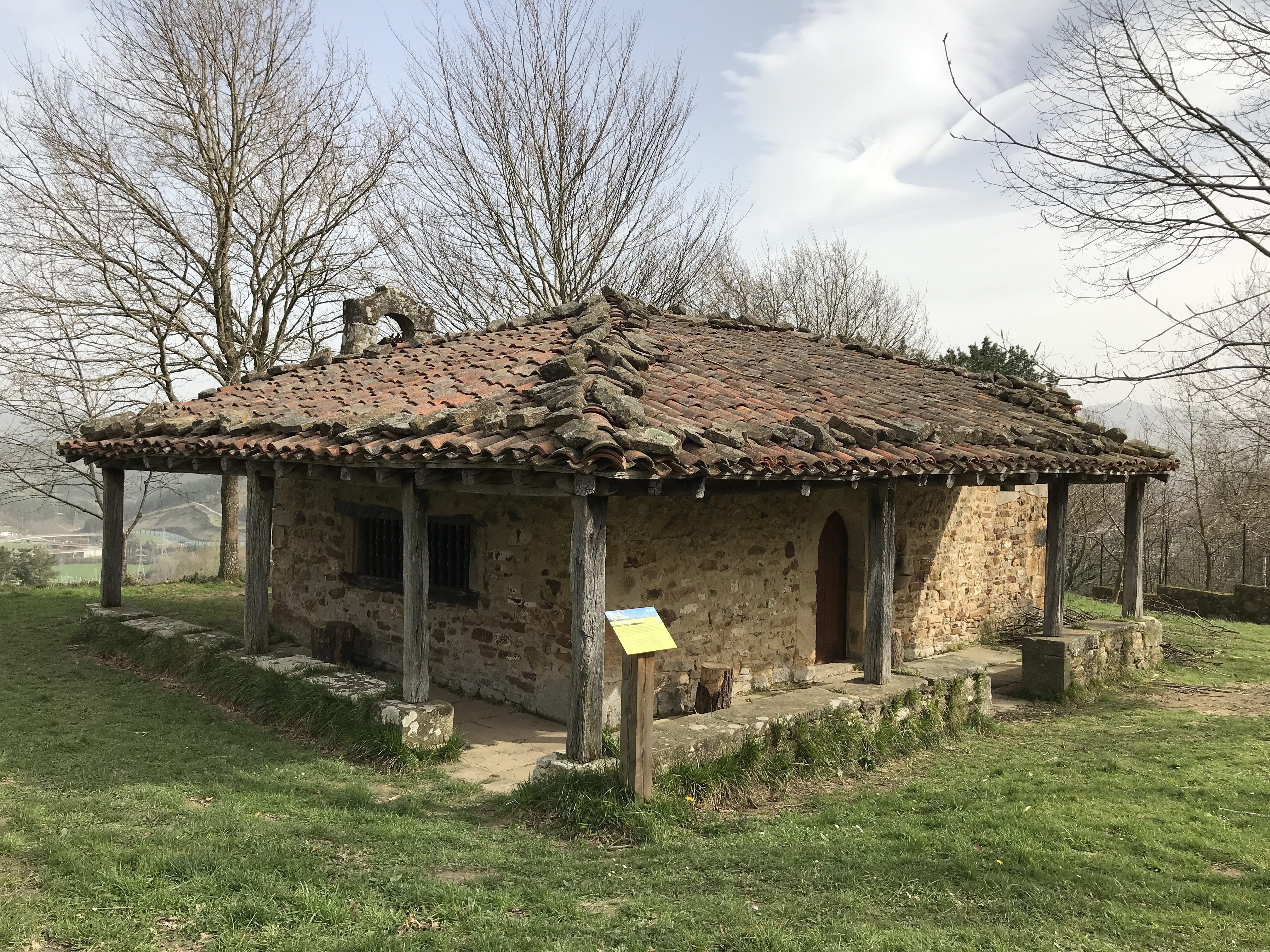
Ermita del Santa Eufemia de Irázola

Junto a los edificios religiosos principales hay un buen número de ermitas que jalonan todo el territorio municipal. Algunas de ellas destinadas a ser los templos de los pequeños barrios rurales, como la de San Cristóbal en Mendiola o la de Santa Lucía en Sagasta. Otras marcan y completan lugares de culto como la de Santa Polonia y el Santo Cristo en Urkiola y otras situadas en pasos complicados y difíciles de la antigua calzada que unía esta parte del Señorío vizcaíno con la meseta, como la ermita del Santo Cristo de Atxarte situada delante de la boca de una cueva.
Algunas de estas ermitas tienen asociadas necrópolis bajomedievales de interés, como la de San Martín en Gaztelua, Santa Eufemia de Irázola o San Vicente en Muntsaratz. En esta última se han hallado estela funerarias datadas entre los siglos IX y XI, actualmente en se encuentran en la cercana ermita de Santa María, con inscripciones que han dado lugar a una hipótesis, publicada por J. A. Basanta y A. Tovar, en la que sería una de las primeras reproducciones escritas en euskera de la palabra de Dios realizada sobre siglo XI o XII.
En el barrio de Zelaieta, antiguo núcleo cabeza del municipio, se ubican dos humilladeros en sus dos entradas. El más próximo a Elorrio es el de aita kuritzekoa ('padre de la cruz') que recibe el calvario que recorre todo el barrio, ambos elementos son de estilo barroco. Según la inscripción que hay en su fachada fue construida en 1666. Justo a la entrada del pequeño templo hay un sarcófago. El otro humilladero es el que se halla en la entrada del barrio desde Matiena, esta es la ermita del Ángel de la Guarda, pequeña y sencilla construcción que consta de un altar cerrado ante un gran pórtico.

#### Patrimonio natural
- Urkiola, importante por su significado y ubicación, ligada a los primeros emplazamientos cristianos. Junto al santuario hay diversas ermitas y un calvario que conforman el área religiosa del mismo. Su ubicación en centro del parque natural hace que sea punto de partida para numerosas excursiones y que haya varias exposiciones de diversos oficios ya perdidos, como los carboneros o los pozos de nieve. El entorno de Urkiola es uno de los más míticos de Euskadi. En él tiene la morada principal la diosa madre del Olimpo vasco, Mari. Dentro del parque destacan, como elemento paisajístico y etnográfico, la serie de seles que hay, aunque en la actualidad ya han perdido el uso originario de pastoreo, todavía son relevantes los seles de e Muskulusa, Erdikokortabaso o Lekuarrigana. En el parque hay diferentes rutas y miradores destacables.

- Gaztelua tiene un especial interés paisajístico. El área está formada, en prácticamente su totalidad, por terrenos agroganaderos. Es un paisaje dominado por el fondo de las peñas del Anboto y formado por campos de poca inclinación salpicados de caseríos y conformados según la explotación agraria y ganadera de los mismos. Esto hace que tenga un gran valor paisajístico y una fuerte influencia escénica sobre el valle, admirada desde la carretera de acceso y comunicación del valle que reflejan a imagen identitaria y referente de los paisajes rurales del municipio.[16]

Los caseríos, con gran presencia arquitectónica, como los de Arestigane, Gaztelugoitia, Iturriagagoitia, Gazteluiturri o Burgietatzekoa entre otros, conforman un entorno en el que destaca, por su valor histórico y cultural la ermita de San Martín Papa y la zona arqueológica en torno a la misma, donde se han hallado importantes restos relacionados con la Baja Edad Media.
- Andokoa-Sarria El área de especial interés paisajístico de Andokoa-Sarria, ubicada al norte del municipio en el barrio de Gueregiaga, entre la carretera BI-3341 y el arroyo Garai que forma su eje vertebrador hasta desembocar en el río Zaldu, aporta importantes valores paisajísticos y una fuerte influencia escénica sobre el valle del Zaldu. Por encontrarse en un entorno muy transitado por las vías principales de comunicación entre Vizcaya y Guipúzcoa, así como las comunicaciones con la comarca de Lea Artibai y Elorreo, está expuesta a una gran fragilidad. El paisaje, conformado por el uso habitual de las explotaciones agropecuarias, se ha visto alterado por la infraestructuras viarias y las construcciones unifamiliares puramente residenciales. Presenta elementos históricos importantes como es el Conjunto Juradero de Gerediaga y también elementos preindustriales, en continuación de los explotados en todo el recorrido del río Garai, como la Ferrería y complejo hidráulico de Ezterripa.[16]

- Fondo del valle del río Ibaizabal El río Ibaizabal nace de la confluencia en Abadiño de los ríos Zaldu, procedente de Berriz y Zaldivar y el Atsarte o Astola que llega desde Zelaieta y tiene como aporte principal el río Zumelegui. Estos dos río conforman los ejes principales de todas las zonas urbanas del municipio. Se configuran en una cuenca de terrenos aluviales de fondo de valle con campiña atlántica y terrenos montañosos que confluye en una zona llana que propicia los meandros y el encharcamiento. Los bosque de ribera asociados así como los prados, campos y huertas que se dan en el entorno, presentan importantes valores naturales. Junto a ellos la explotación hidráulica que se ha dado en los mismos, con importantes establecimientos de molinos y ferrerías, así como los caseríos o edificios notables como la torre de Muntsaratz, presenta valores culturales que enriquecen la escena.

El asentamiento industrial y urbano que se ha producido en las orillas de los mismos, así como las plantaciones de especies árboleas para la explotación forestal generan la fragmentación del conjunto y su degradación. En los tramos interurbanos la vegetación de ribera está bien conservada y la zona presenta interesantes valores naturales.
- Recorridos de interés cultural En el territorio municipal de Abadiano se hallan diferentes rutas de interés cultural. estas son:

Gran Ruta 38 del Vino y el Pescado. que une la meseta castellana a través de Álava, con la costa vizcaína. Fue uno de los itinerarios principales del intercambio de bienes, vino hacia la costa, pescado hacia el interior, pero por ella se transportaban también otros productos: trigo, hierro vizcaíno y lana castellana fundamentalmente.
Gran Ruta 229 Mikeldi. La ruta Mikeldi es una ruta de senderismo que rodea la comarca del duranguesado pasando por los principales núcleos de población y enclaves rurales. En Abadiano entra por el parque de Urkiola pasando por el barrio rural de Sagasta y la ermita de Santa Lucía para bajar a Mendiola y seguir por el desfiladero de Atxarte para dirigirse a los caserío Gatzagietaetxebarria y Gatzagieta y de allí a Mañaria.
Calzada de Mendiola que unen los barrios de Mendiola y Larringar con el núcleo urbano de Zelaieta. Relacionada con la calzada del Camino Real que procedente de Urkiola pasaba por Atxarte, fue realizada en 1855 sobre el trazado de otra anterior.
Ruta del Merino. La ruta del Merino tiene como objetivo el conocer la comarca del duranguesado desde un punto de vista histórico. En ella hay ocho lugares señalados y documentados que dan una idea de la historia y singularidad cultural y política de la comarca. En Abadiano se ubican tres de esos ocho puntos, la conjunto Juradero de Gerendiaga, la Casa Auditorio de Astola y la torre Muntsaratz.